# 内方駅
内方駅（ネバンえき）は大韓民国ソウル特別市瑞草区方背4洞にある、ソウル交通公社7号線の駅。駅番号は(735)。
副駅名はユージュンアートセンター。

## 駅構造

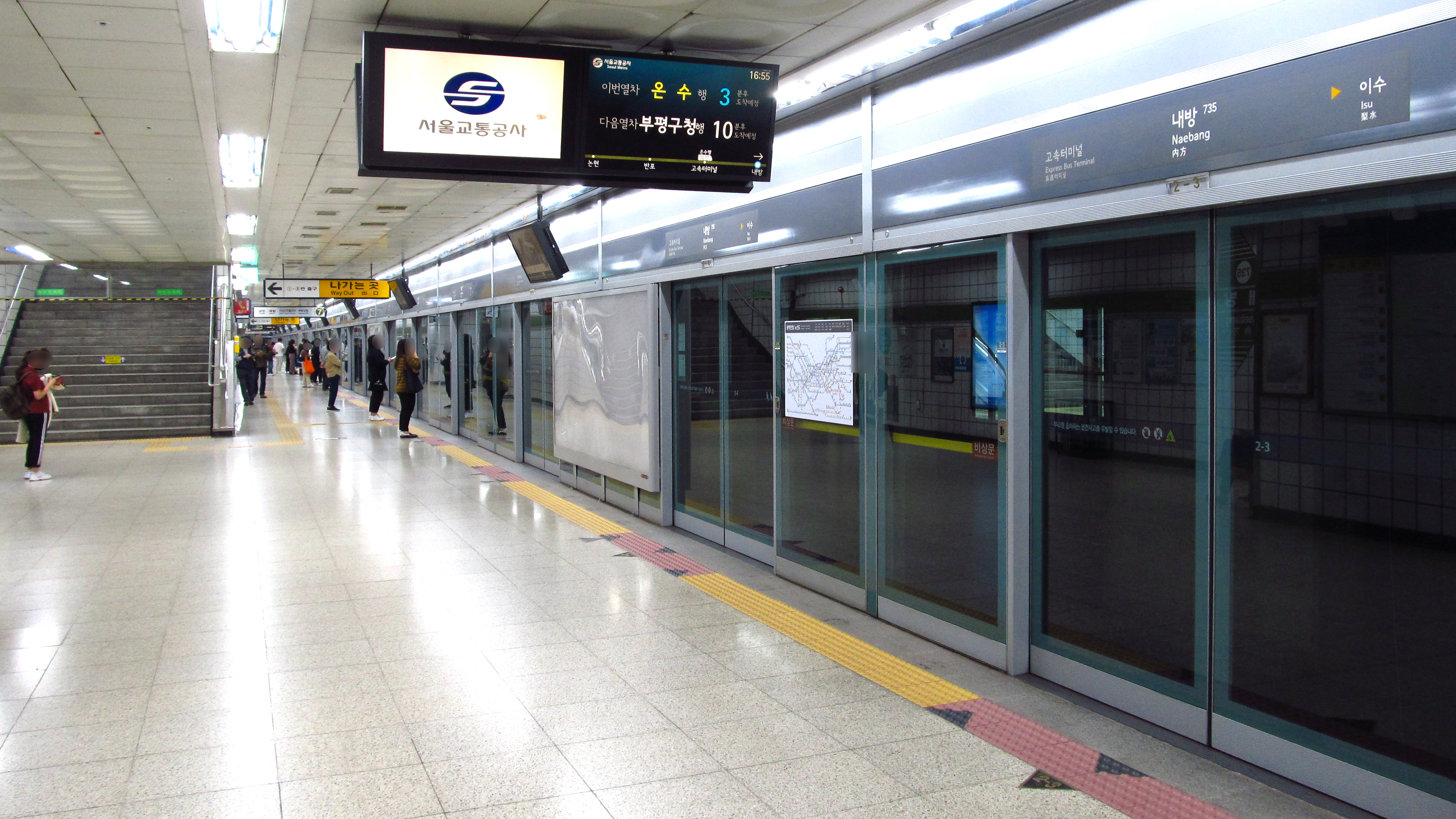
ホーム

ホーム階は地下3階である。相対式ホーム2面2線を有する地下駅で、フルスクリーンタイプのホームドアが設置されている。改札階に通じる階段はホーム1面につき2ヶ所、エレベータは1基ずつある。
改札階は地下2階で、改札口は1ヶ所ある。化粧室は地下1階（改札外）にある。
出入口は1番から8番までの合計8ヶ所ある。

### のりば
- 案内上ののりば番号は設定されていない。

| 上り | 7号線 | 高速ターミナル・建大入口・道峰山・長岩方面 |
| 下り | 7号線 | 梨水・大林・加山デジタル団地・温水方面     |

## 利用状況
近年の一日平均利用人員推移は下記のとおり。なお、2000年は開業日の8月1日から12月31日までの153日間の平均である。
| 路線  | 路線     | 2000年 | 2001年 | 2002年 | 2003年 | 2004年 | 2005年 | 2006年 | 2007年 | 2008年 | 2009年 | 出典  |
| ----- | -------- | ------ | ------ | ------ | ------ | ------ | ------ | ------ | ------ | ------ | ------ | ----- |
| 7号線 | 乗車人員 | 8,789  | 11,867 | 12,780 | 13,036 | 13,355 | 13,396 | 13,547 | 13,285 | 13,439 | 13,391 | [ 1 ] |
| 7号線 | 降車人員 | 8,718  | 11,950 | 12,896 | 13,432 | 13,521 | 13,834 | 14,033 | 13,764 | 13,976 | 13,898 | [ 1 ] |
| 7号線 | 乗降人員 | 17,507 | 23,817 | 25,676 | 26,468 | 26,876 | 27,230 | 27,580 | 27,049 | 27,415 | 27,289 | [ 1 ] |
| 路線  | 路線     | 2010年 | 2011年 | 2012年 | 2013年 | 2014年 | 2015年 |        |        |        |        | [ 1 ] |
| 7号線 | 乗車人員 | 13,616 | 13,901 | 13,854 | 14,278 | 14,408 | 14,296 |        |        |        |        | [ 1 ] |
| 7号線 | 降車人員 | 14,164 | 14,430 | 14,326 | 14,730 | 14,831 | 14,702 |        |        |        |        | [ 1 ] |
| 7号線 | 乗降人員 | 27,780 | 28,331 | 28,180 | 29,008 | 29,239 | 28,998 |        |        |        |        | [ 1 ] |

## 駅周辺
- 第一病院
- カヤ病院
- トングッ漢方病院
- 方背保健所
- 盤浦税務署
- 方背4洞住民センター
- ソウル方一初等学校
- ソウル方背初等学校
- ソリプル公園

## 歴史
- 2000年8月1日 - 開業。

### 駅名の由来
既に存在している方背駅との重複を避けるため、方背洞の内側という意味で「内方」と付けられた。

## 隣の駅
ソウル交通公社
 7号線
高速ターミナル駅 (734) - 内方駅 (735) - 梨水駅 (736)